# Dvorac Xabier
Dvorac Xabier (na baskijskom: Xabierko Gaztelua, na španjolskom: Castillo de Javier) nalazi se na brežuljku u gradu Javier/Xabier (Navara, Španjolska ),  52 km istočno od Pamplone i 7 km istočno od Sangüese/Zangoze. Izgrađen u 10. stoljeću, ovaj dvorac je rodno mjesto i dom u djetinjstvu Svetog Franje Ksaverskog, sina kneževa od Xabiera.

## Etimologija
Naziv Xavier/Xabier  izvedena iz baskijskog izraza "Exaberri", moderni "etxeberri" (u prijevodu: nova kuća), koji je u modernom španjolskom postao Javier. Zbog svetog Franje Ksaverskog ime Javier je postalo i ostalo jedno od najčešćih imena u španjolskom govornom području: 10. po učestalosti u Španjolskoj i 17. u Čileu,  11. u Argentini 14. u Meksiku

## Zgrada
Sastoji se od tri zgrade poredane po redu gradnje. Ističe se "Kula Kristo Santuaren", uporište i kapelica u kojoj se nalazi zanimljivo kasnogotičko raspelo i niz zidnih slika s prikazom plesa smrti, jedinstvenih u Španjolskoj, "Toranj danka"  zvani San Miguel (najstariji u dvorcu) i muzej posvećen životu sveca. U svojim temeljima i osnovama postoje muslimani tragovi koji bi mogli biti iz 10. stoljeća. U 11. stoljeću je nastao je prvi zaklon za ranije okolne prostorije. U 13. stoljeću su dodani, za četiri smjera, dva poligonalna tijela i dvije bočne kule. 

## Povijest
Dvorac i selo Xabier stekao je Sancho VII. od Navare oko 1223 godine. Aragonski plemić ga je dao kao jamstvo za kredit u iznosu od 9.000 solova koji mu je dao kralj Navare a nije ga mogao vratiti. To nije bio prvi ni zadnji put jer je Sancho VII. bio jedan od glavnih kreditora da Krune Aragona, a zbog nevraćenih zajmova stekao je mnoga sela i dvorce što mu je omogućilo jačanje granice s Aragonom: Esco, Peña, Petilla, Gallur, Trasmoz, Sádaba, itd. 
Godine 1236. kralj Theobald I. je predao dvorac  Adánu de Sadi
Prije španjolskog osvajanja iberske Navare, dvorac je pripadao Mariji Azpilikueta, koja je poticala iz doline Baztan, udanoj za Joanesa Jatsukou, a oni su bili roditelji između ostalog i Franje Ksaverskog i branili neovisnost kraljevstva. Iz tog razloga, nakon španjolskog osvajanja, guverner kardinal Cisneros je naredio potpuno rušenje dvorca godine 1516., ali je porušen samo dio njega:
- Svi zidovi oko njega ukrašeni puškarnicama bili su srušeni.
- Dvije velike portale su srušene
- Dvije okrugle kule su srušene
- Most i, unutar zida,vrt i kavez za zečeve su spaljeni
- kula San Miguel je smanjena za pola

Nakon uzastopnog nasljeđivanja, vlasništvo dvorca, zajedno s ostatkom grada Xabiera, otišlo je u ruke dinastije Villahermosa.
Dvorac Xabier je meta masovnog hodočašća početkom ožujka, u čast zaštitnika Navare.